# Pomacea aldersoni
Pomacea aldersoni е вид коремоного от семейство Ampullariidae.

## Разпространение
Видът е разпространен в Еквадор.